# 進步聯盟
進步聯盟（英語：Progressive Alliance，缩写为）是一个國際政黨組織，正式成立于2013年5月22日，主要由社會黨國際現在或過去的成員組成。其宗旨是成爲進步主義、民主主義、社會民主主義、社會主義和勞工運動的全球性網絡。

## 歷史

深绿色国家代表进步联盟成员执政，浅绿色国家代表进步联盟成员在野，灰色国家代表没有进步联盟成员。截至2025年2月。

原来，世界上大部分社會民主主義政黨參加的國際政黨組織是社會黨國際。進步聯盟創建的構想始於2012年1月，德國社會民主黨主席兼德國副總理西格瑪爾·加布里爾決定拒絕再向社會黨國際繳納每年10萬英鎊的會費；在此前，西格馬爾·加布里爾曾批評社會黨國際允許非民主專制政權的政黨組織加入。
進步聯盟於2012年12月14日—15日在羅馬召開首次大會，共有42個政黨派代表出席此次會議。出席成立大會的代表包括義大利民主黨書記皮埃爾·路易吉·貝爾薩尼、法國社會黨第一書記哈林·德塞爾，阿根廷社會黨主席埃梅斯·賓納、突尼斯争取工作与自由民主论坛總書記穆斯塔法·本·賈法爾等政黨領袖，以及美國民主黨籍佛蒙特州州長彼得·舒姆林。此外，印度国民大会党、巴西勞工黨和泛希腊社会主义运动均派出了代表與會。同時，荷蘭工黨、瑞士社會民主黨、奧地利社會民主黨都表態支持該組織的成立。
在2013年2月4日—5日，社會黨國際理事會在葡萄牙的卡斯卡伊斯召開會議，有50個成員政黨在會議外圍討論了進步聯盟的成立，其中包括津巴布韋争取民主变革运动—茨万吉拉伊。
進步聯盟於2013年5月22日在德國的萊比錫正式宣告成立。這一天是德國社會民主黨的前身——全德工人聯合會成立150週年紀念日。据報道，來自各國的70個社會民主主义政党的代表出席了成立儀式。歐洲議會黨團社会主义者和民主人士进步联盟在進步聯盟正式宣告成立後即加入了該組織。2013年9月，塞浦路斯民主党稱將會與進步聯盟磋商加入事宜，並計劃派代表參加進步聯盟於2013年10月24日在斯德哥爾摩召開的研討會。

## 参加者
进步联盟官方网站列出参加该网络的117个政党和28个组织，但不称之为成员。
- 阿尔及利亚 社会主义力量阵线
- 阿根廷 社会党
- 阿根廷 争取全国汇合世代（英语：Generation for a National Encounter）
- 澳大利亚工党
- 奥地利 奥地利社会民主党
- 巴林 全国民主行动协会
- 白俄羅斯 白俄罗斯社会民主党（大会）
- 比利时 社会党
- 比利时 前进
- 民主党（英语：The Democrats (Benin)）
- 玻利维亚 争取社会主义运动—争取人民主权政治机构
- 波斯尼亚和黑塞哥维那社会民主党
- 巴西 劳工党
- 巴西 巴西社会党
- 保加利亚 保加利亚社会党
- 布吉納法索 争取进步人民运动（英语：People's Movement for Progress）
- 喀麦隆 社会民主阵线（英语：Social Democratic Front (Cameroon)）
- 加拿大 新民主党
- 中非 争取中非人民解放运动（英语：Movement for the Liberation of the Central African People）
- 智利 智利社会党
- 智利 争取民主党
- 刚果（金） 民主与社会进步联盟
- 公民行动党
- 克罗地亚社会民主党
- 賽普勒斯 EDEK社会党
- 賽普勒斯 民主党
- 捷克 社会民主党
- 丹麦 社会民主党
- 现代革命党
- 东帝汶 东帝汶独立革命阵线
- 埃及 埃及社会民主党
- 赤道几内亚 争取社会民主主义融合（英语：Convergence for Social Democracy (Equatorial Guinea)）
- 厄立特里亚人民民主阵线（英语：Eritrean People's Democratic Front）
- 人民联合民主运动
- 斯威士兰民主党（英语：Swazi Democratic Party）
- 芬兰 芬兰社会民主党
- 法國 社会党
- 德国 德国社会民主党
- 全国民主大会
- 希腊 泛希腊社会主义运动
- 格瑞那達 民族民主大会党
- 几内亚 几内亚人民联盟（英语：Rally of the Guinean People）
- 匈牙利 匈牙利社会党
- 印度 印度国民大会党
- 印度 社会党
- 印度尼西亞 印度尼西亚斗争民主党
- 印度尼西亞 国民民主党
- 伊朗 伊朗库尔德斯坦民主党
- 伊朗 伊朗库尔德斯坦科马拉党
- 伊拉克 库尔德斯坦爱国联盟
- 伊拉克 库尔德斯坦社会民主党（英语：Kurdistan Social Democratic Party）
- 愛爾蘭 工党
- 以色列 民主党
- 義大利 民主党
- 争取民主和发展帽子联盟
- 保卫共和自由与民主
- 约旦 约旦社会民主党
- 肯尼亚劳动党
- 科索沃 自决运动
- 社会民主党
- 拉脫維亞 社会民主党“和谐”
- 黎巴嫩 进步社会党
- 立陶宛 立陶宛社会民主党
- 盧森堡 卢森堡社会工人党
- 马来西亚 民主行动党
- 毛里塔尼亚 民主力量联盟（英语：Rally of Democratic Forces）
- 模里西斯 毛里求斯战斗运动
- 墨西哥 公民运动（英语：Citizens' Movement (Mexico)）
- 墨西哥 民主革命党
- 摩尔多瓦 欧洲社会民主党
- 蒙古 蒙古人民党
- 蒙特內哥羅 黑山社会主义者民主党
- 蒙特內哥羅 黑山社会民主党
- 摩洛哥 人民力量社会主义联盟
- 緬甸 新社会民主党
- 尼泊尔 尼泊尔大会党
- 荷蘭 工党
- 新西兰 新西兰工党
- 尼加拉瓜 民主革新联盟
- 尼日尔 尼日尔争取民主和社会主义党
- 北馬其頓 马其顿社会民主联盟
- 北賽普勒斯 共和土耳其党
- 挪威 工党
- 巴勒斯坦 巴勒斯坦民族解放运动
- 巴勒斯坦 巴勒斯坦民族倡议
- 巴拉圭 国家团结党
- 菲律賓 互助公民行动党
- 葡萄牙 社会党
- 刚果（布） 公民融合
- 羅馬尼亞 社会民主党
- 圣卢西亚 圣卢西亚工党
- 聖多美和普林西比 圣多美和普林西比解放运动—社会民主党
- 塞内加尔 塞内加尔社会党
- 塞爾維亞 民主党
- 斯洛維尼亞 社会民主党
- 西班牙 西班牙工人社会党
- 瑞典 瑞典社会民主工人党
- 瑞士 瑞士社会民主党
- 叙利亚 叙利亚民主人民党
- 坦桑尼亚 革命党
- 泰國 人民党
- 突尼西亞 争取工作与自由民主论坛
- 土耳其 共和人民党
- 土耳其 人民平等与民主党
- 英国 工党
- 乌拉圭 乌拉圭社会党
- 委內瑞拉 争取社会主义运动
- 西撒哈拉 萨基亚阿姆拉和里奥德奥罗人民解放阵线
- 葉門 也门社会党
- 辛巴威 争取民主变革联盟运动（英语：Movement for Democratic Change Alliance）
- 非洲 中部非洲进步联盟
- 美洲 美国进步中心
- 美洲 美洲工会联盟（英语：Trade Union Confederation of the Americas）
- 亚洲 亚洲社会民主主义网络
- 亚洲 阿拉伯社会民主论坛
- 欧洲 欧洲社会党
- 欧洲 欧洲社会党妇女
- 欧洲 青年欧洲社会主义者
- 欧洲 欧洲进步研究基金会
- 欧洲 社会主义者、民主人士和绿党党团
- 欧洲 欧洲争取民主和团结论坛
- 欧盟 社会主义者和民主人士进步联盟
- 国际 社会主义国际妇女
- 国际 社会主义青年国际联盟
- 国际 国际工会联合会
- 国际 国际事务全国民主研究所
- 国际 奥洛夫·帕尔梅国际中心（英语：Olof Palme International Center）
- 国际 经合组织工会咨询委员会（英语：Trade Union Advisory Committee to the OECD）
- 国际 争取民主社会主义协会
- 国际 中东欧性别网络
- 国际 全球进步论坛
- 国际 IndustriALL全球联盟（英语：IndustriALL Global Union）
- 国际 公平就业网络
- 国际 Solidar（英语：Solidar）

## 前参加者
- 格鲁吉亚梦想—民主格鲁吉亚
- 以色列 以色列工党
- 以色列 梅雷兹党
- 波蘭 民主左翼联盟
- 斯洛伐克 方向—社会民主党

## 外部連結
- 官方网站 （英文）